# Іван Барвінок
Іва́н Барві́нок (~ 1620, Запорозька Січ — † 1668) — отаман Війська Запорозького Низового, сподвижник Богдана Хмельницького, засновник міста Барвінкове.
За різними джерелами, рік смерті 1664 або 1668.

## Дослідження
В середині ХІХ століття у Барвінковому було проведено опитування старожилів, які розповіли про перекази своїх пращурів про те, що місто було засновано козаком Барвінком з подробицями з його життя.
Багато для дослідження як самого Івана Барвінка так і Барвінкового зробив краєзнавець та художник Плис Іван Олексійович (1906–1982), саме він у 1950-х роках відшукав в Полтаві стародавній портрет козака Івана Барвінка роботи невідомо художника XVII століття.
Життєпис Івана Барвінка досліджував історик Барвінківщини — Зелений Микола Володимирович.

## Біографія
Був отаманом на Запорозькій Січі. Історики піддають сумніву це твердження через відсутність альтернативних джерел які могли б підтвердити каденцію Барвінка на цій посаді. Відомо, що 1650 року було страчено отамана Гуцького, а 1652 обрано отамана Федіра Лутая. Відповідно документально невідомо хто був отаманом на січі протягом 1650—1651 років і це співпадає з біографічними відомостями Івана Барвінка. Він міг відслужити один термін (каденцію) в якості останнього отамана Микитинської січі.
1651 отримав грамоту (наказ)[джерело не вказане 2805 днів] від гетьмана Б.Хмельницького оселитися на річці Сухий Торець. Разом із 12 іншими запорозькими козаками та їх родинами заснував фортецю Барвінкова Стінка (пізніше просто Барвінкове).
За іншою легендою, козаки на чолі з Іваном Барвінком заснували поселення (майбутнє місто Барвінкове) у 1661 році.
Відомо, що отаман Барвінок жив у курені разом з іншими мешканцями поселення. Підлеглі називала його «батьком», а він їх — «братчиками». Запис у синодику Святогірського монастиря змальовує І.Барвінка мудрим і дотепним, з великою душею, готовим віддати життя за своїх близьких.
Загинув у бою 1664 року або 1668, якщо останнє, то імовірно, що під час Антимосковського повстання 1668 року.

## Легенди, перекази
Згідно зі сімейною легендою роду Барвінків, батько Івана Барвінка також був запорозьким козаком і мав прізвище Барвінок-Дудка. Під час походу на південь він взяв у полон туркеню і згодом одружився з нею. Чи була ця туркеня матір'ю Івана Барвінка, невідомо.

## Вшанування пам'яті

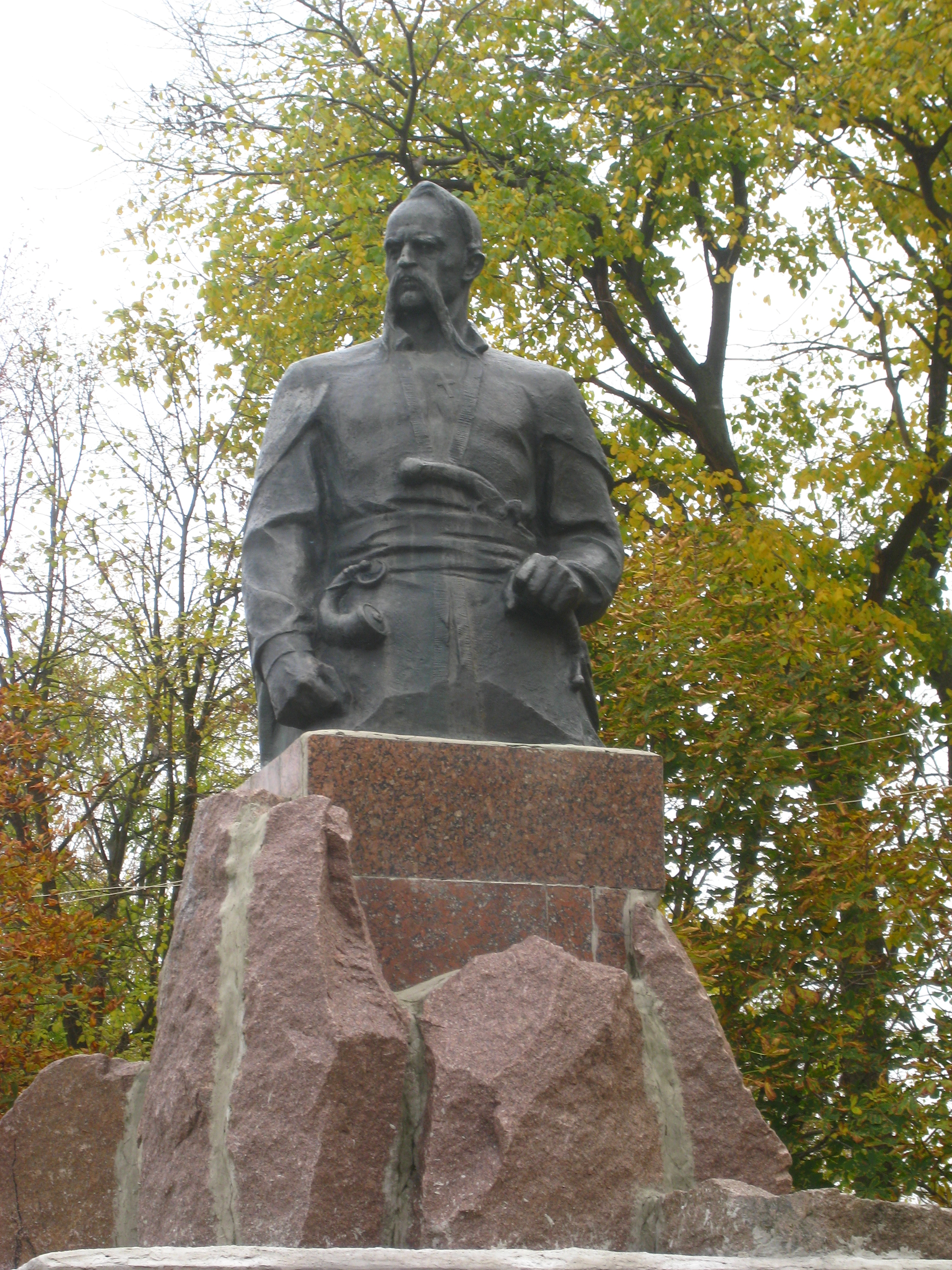
пам'ятник

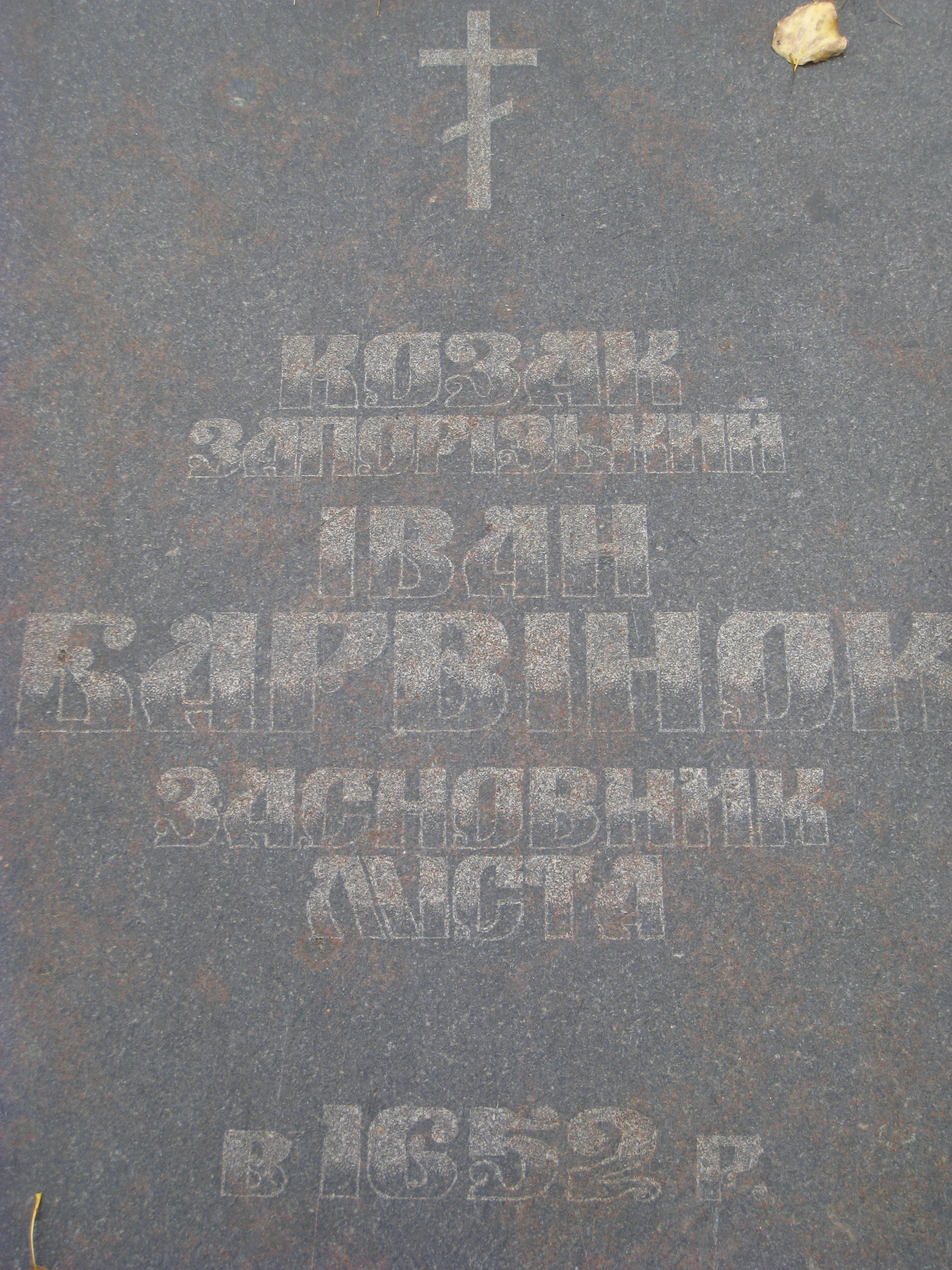
напис на плиті

Перший ініціатор створення пам'ятника Івану Барвінку був Плис Іван Олексійович, який за свої кошти придбав граніт для постаменту.
Наприкінці 1960-х років активісти Українського товариства охорони пам'яток історії та культури старанно збирали щонайменші відомості про Барвінка. Вдалося розшукати навіть давні керамічні парсуни з зображенням козака. Тоді зродилась ідея встановити йому пам'ятник в центрі Барвінкового. На неї відгукнувся харківський скульптор М. Ф. Овсянкін, який, користуючись парсунами, створив скульптурний образ Барвінка, а потім спроектував кілька варіантів пам'ятника. Привезли граніт для п'єдесталу, виготовили бетонну скульптуру і почали (з дозволу районної влади) зводити пам'ятник.
Будівництво довелося припинити через «вказівку згори». Незакінчений пам'ятник зруйнували протягом однієї ночі.
У 1970-х роках до ідеї спорудження пам'ятника намагалися повернутися знов, але безуспішно.
24 серпня 1992 (у першу річницю незалежності України), за ініціативою мешканців міста за сприяння Харківської молодіжно-патріотичної організації «Сокіл» методом народного будівництва було відновлено пам'ятник Іванові Барвінку. Пам'ятник розташований у центрі міста Барвінкове.
Автори пам'ятника:
- Скульптор М. Ф. Овсянкін[7][8] — заслужений діяч мистецтв України, лауреат Державної премії ім. Т. Г. Шевченка — відновив один із своїх випадково вцілілих проектів 1960-х років.
- Архітектор-будівничий О. В. Топал — головний архітектор Барвінківського району.[1]

У вересні 2015 вийшов історично-художній роман присвячений Івану Барвінку — Думи про козака Барвінка, автор — Зелений Микола Володимирович.

## Вірш, присвячений Івану Барвінку
Барвінок
У давні часи, вже далекі,
Жив мужній, і сильний козак.
Забувши біди й безпеки,
Він степом нашим поспішав.
Не був героєм він всесвітнім,
А звали Барвінком його.
Та місто в степу стало вічним
І славу йому принесло.
І стало цвісти-процвітати,
Зростало й мужніло воно
Було нам і батько, і мати,
Дзвеніло, мов те джерело.
Нехай завжди місто це квітне,
Ми вдячні Барвінку на тім.
Залишив він пам'ять нам світлу,
Про себе й своїх козаків.
Яртим Ірина

## Нащадки
Після знищення Запорозької Січі (1709) рід Барвінків роз'єднався. Запорозьке поселення Барвінкове було зруйноване. Представники однієї частини роду перебували в Олешківській Січі до 1734. Після повернення в Україну та повторної ліквідації Січі Барвінки потрапили до Чорноморського козацького війська й оселилися між Дністром і Південним Бугом, a з 1792 дехто з них переселились на Кубань. Від 1830 нащадок І.Барвінка, Барвінок Софрон Олексійович, служив у Азовському козацькому війську.
Барвінки продовжували козацькі традиції до початку 20 ст. Останній Барвінок чоловічої статі цієї лінії — Митрофан Прокопійович Барвінок, неодноразово обраний отаманом Анапської станиці.
Друга лінія нащадків отамана Івана Барвінка переселилася до с. Охрамієвичі на Чернігівщини. 1879 народився Володимир Іванович Барвінок, видатний український історик, письменник, діяч УНР та ВУАН.